# JK Mono
JK Mono – samochód wyścigowy konstrukcji JK z 1949 roku.

## Historia
Samochód był skonstruowany przez mieszkańca Brna, Júliusa Kubinskýego. Wyposażony był w zamieszczony z tyłu półtoralitrowy silnik V4 z Lancii Aprilii ze sprężarką Rootsa. Pojazd był zgłoszony do Grand Prix Czechosłowacji 1949 z Karelem Vlasínem za kierownicą. Vlasín podczas treningów zderzył się jednak z ciężarówką, co uszkodziło układ chłodzący. Po odbudowaniu samochód brał udział w wyścigach górskich i zawodach Formuły Libre we wczesnych latach 50.